# Puebloviejo (canton)
Puebloviejo est un canton d'Équateur situé dans la province de Los Ríos.